# KDE Connect
KDE Connect és una aplicació per a emparellar dispositius, gratuïta, de codi obert i multiplataforma. Mitjançant control remot a través de Wi-Fi vincula mòbils amb ordinadors, però també mòbils amb televisors. Entre les possibilitats més destacades, transfereix fitxers, controla programari multimèdia, envia i rep SMS a l'ordinador, o posa a disposició un teclat i un touchpad virtuals perquè l'usuari pugui interaccionar amb el sistema d'escriptori.
Fou dissenyada i elaborada per KDE i pensada per a l'escriptori KDE Plasma. Encara que inicialment podia funcionar en qualsevol escriptori Linux, posteriorment es va millorar la integració a l'escriptori Gnome. Disposa d'integració amb F-Droid i amb Android a través de la Play Store per a Linux, MacOs i Windows. Presenta connectivitat amb iOS i iPadOS, encara que amb limitacions i també amb Sailfish OS.